# إيملي ماغواير
إيملي ماغواير (بالإنجليزية: Emily McGuire)‏ هي لاعبة كرة قدم أسترالية أسترالية، ولدت في 12 يناير 1999.

## وصلات خارجية
- إيملي ماغواير على موقع AustralianFootball.com (الإنجليزية)